# 孫文起
孫文起（？—？），江蘇常州府武進縣人，順天府宛平縣籍，清朝政治人物。

## 生平
由辛卯科進士，乾隆五十八年八月署四川順慶府岳池縣知縣。